# Karl August von Beulwitz
Karl August von Beulwitz (* 28. April 1736 in Rudolstadt; † 14. Januar 1799 in Berlin) war ein preußischer Generalmajor und Chef des Kadettenkorps.

## Leben

### Herkunft
Seine Eltern waren Wilhelm Ludwig von Beulwitz (1681–1738) und dessen Ehefrau Sophie Helene von Beulwitz aus dem Haus Löhne. Sein Vater war Geheimrat und Hofmarschall, Erbherr auf Löhne in Schwarzburg-Rudolstadt sowie Amtshauptmann von Rudolstadt und Blankenburg.

### Militärkarriere
Beulwitz kam 1750 als Page an den Hof von König Friedrich II. Von dort wurde er am 30. Dezember 1757 als Kornett in das Regiment Gensdarmes versetzt. Während des Siebenjährigen Krieges kämpfte er in den Schlachten von Roßbach, Leuthen, Zorndorf, Hochkirch, Liegnitz und Torgau. In der Zeit wurde er am 18. Dezember 1759 zu Leutnant befördert. Nach dem Krieg dauerte es bis zum 25. Oktober 1775, bis er Stabskapitän wurde. Am 10. November 1778 wurde er dann Rittmeister und Kompaniechef. Als solcher nahm er 1778/79 am Bayerischen Erbfolgekrieg teil. Am 3. Februar 1784 wurde er Major, am 23. Mai 1791 Oberstleutnant und am 11. Mai 1793 Oberst. Am 29. Januar 1796 wurde er dem Generalleutnant von Mosch zugeteilt und zum Inspekteur aller militärischen Erziehungsanstalten ernannt. Am 7. März 1797 wurde er dann Chef der Kadettenanstalten mit einem Gehalt von 2000 Talern. Am 24. Mai 1798 wurde er zum Generalmajor mit Patent vom 10. Juni 1798 befördert. Er starb aber bereits am 14. Januar 1799 in Berlin und wurde am 18. Januar 1799 auf dem Garnisonsfriedhof beigesetzt.
Er war auch künstlerisch tätig und übersetzte zwei Dramen von Louis-Sébastien Mercier, Der Deserteur (1774) und Natalie (1778). Zwischen 1789 und 1799 war von Beulwitz Landesgroßmeister der Großen Landesloge der Freimaurer von Deutschland.

### Familie
Beulwitz heiratete am 18. Mai 1796 in Berlin Juliane Renate Linke (* 10. Juni 1765; † 8. Dezember 1839), eine Tochter des Kurfürstlich Kaufmann Linke aus Zittau. Das Paar hatte folgende Kinder:
- Auguste (* 4. Januar 1794) ⚭ N.N. Schelze
- Karl (* 16. September 1795; † 1. Juli 1839), Rittmeister a. D., Herr auf Bullendorf in der Priegnitz ⚭ 1835 Agnes von Eckhardtstein (* 4. März 1806; † 20. Juli 1870)[1]